# محو الذاكرة
محو الذاكرة هو الإزالة الاصطناعية للذكريات من الدماغ.

## لمحة عامة
ثبت أن محو الذاكرة ممكن في بعض الظروف التجريبية المحددة؛ تشمل بعض التقنيات الخاضعة للاختبار في الوقت الحالي كلًا من فقدان الذاكرة المحرض بالأدوية، وكبح الذاكرة الانتقائي، وتدمير العصبونات، وإعاقة الذاكرة، وإعادة توطيد الذاكرة وتعطيل بعض الآليات الجزيئية المعينة.
توجد العديد من الأسباب الكامنة خلف اهتمام الأبحاث بدراسة الإزالة الانتقائية للذكريات. تشمل مجموعة المرضى المحتملين لهذه الأبحاث المرضى المصابين باضطرابات نفسية مثل اضطراب الكرب التالي للصدمة، أو اضطراب تعاطي المخدرات أو غيرها من الاضطرابات الأخرى.
يظهر محو الذاكرة أيضًا في العديد من الأعمال الخيالية، التي تعطيه بعض الأساليب والخصائص الخيالية غير المتوافقة بالضرورة مع الواقع العلمي.

## التاريخ الحديث
استمرت الأبحاث الهادفة إلى تحديد ماهية الذكريات وفهمها بشكل أفضل لسنوات عديدة، وترافق ذلك مع عدد من الأبحاث التي تدرس محو الذاكرة بشكل مشابه. انصب تركيز التاريخ الحديث لمحو الذاكرة على تحديد كيفية احتفاظ الدماغ بالذكريات المخزنة ومن ثم استرجاعها. كان هنالك حالات متكررة من نجاح الأبحاث نسبيًا في محو بعض الذكريات عن طريق تطبيق بعض الأدوية على مناطق معينة من الدماغ، اللوزة الدماغية عادة. في وقت مبكر من عام 2009، نجح الباحثون في تتبع العصبونات المسؤولة عن نوع معين من أنواع الذاكرة التي يحاولون محوها ومن ثم إتلافها. تمكن الباحثون من استهداف هذه العصبونات باستخدام فيروس الهربس البسيط (إتش إس في) معطّل التناسخ من أجل زيادة البروتين المرتبط بعنصر الاستجابة لأحادي فوسفات الأدينوزين الحلقي (سي آر إي بي) داخل هذه العصبونات. أدى ذلك بالنتيجة إلى تنشيط العصبونات في ذاكرة الخوف أو اختبارها لعدد أكبر بكثير من المرات لدى كلا النوعين من فئران التجربة، البرية ومعطلة «سي آر إي بي». استخدمت هذه الدراسة الفئران المحوّرة جينيًا التي سمحت باستخدام ذيفان الخناق لاستهداف الخلايا مفرطة التعبير عن «سي آر إي بي» بشكل تفضيلي، نظرًا إلى ارتباط هذا النوع من الخلايا على الأرجح بذكريات الخوف. أدى هذا بدوره إلى محو الذاكرة المستهدفة إلا أن الفئران احتفظت بقدرتها على تكوين ذكريات خوف جديدة ما يؤكد اقتصار دور هذه الخلايا على تخزين ذكريات الخوف دون امتلاك أي دور في تكوينها.
بعيدًا عن نهج التكنولوجيا الحيوية في دراسة الذاكرة، ما تزال أبحاث الطب النفسي المتعلقة بكيفية عمل الذاكرة مستمرة منذ سنوات عديدة. أظهرت بعض الدراسات أيضًا قدرة بعض العلاجات السلوكية على محو الذكريات السيئة. ظهرت بعض الأدلة على وجود دور مساعد للعلاج النفسي الديناميكي وغيره من تقنيات الطاقة في نسيان الذكريات، بالإضافة إلى عدد من المشاكل النفسية الأخرى. مع ذلك، لا يوجد نهج علاجي مثبت لمحاولة محو الذكريات السيئة.

## المرضى المحتملون
توجد عدة أنواع مختلفة من مجموعات المرضى المحتملين الذين سيجدون فائدة كبيرة من محو الذاكرة الانتقائي؛ تشمل هذه المجموعات المرضى الذين يعانون من إدمان المخدرات، أو اضطراب الكرب التالي للصدمة (بّي تي إس دي). قد يشمل مرضى اضطراب الكرب التالي للصدمة كلًا من المحاربين القدامى، والأشخاص الذين شهدوا أحداثًا مروعة وضحايا جرائم العنف وغيرها من الأحداث الصادمة المحتملة الأخرى. يعاني هؤلاء المرضى المحتملين من ذكريات غير مرغوبة قادرة على التأثير في حياتهم اليومية وتدميرها إلى جانب إعاقتهم وظيفيًا.
ما تزال الأبحاث مستمرة، إذ حاول الباحثون في عام 2020 العثور على نهج جديدة محتملة من أجل علاج مرضى اضطراب الكرب التالي للصدمة.